# جورج جونز (عسكري)
جورج جونز (بالإنجليزية: George Jones)‏ هو عسكري أسترالي، ولد في 18 أكتوبر 1896 في فيكتوريا في أستراليا، وتوفي في 24 أغسطس 1992 في ملبورن في أستراليا.